# Front uni de gauche
Le Front uni de gauche (ULF) est une alliance des partis politiques népalais se réclamant de gauche,, ou du communisme[réf. nécessaire]. Il fera partie de l'Alliance des sept partis lors de la grève générale d'avril 2006.